# Іемото
Іемото (яп. 家元, дослівн «основа сім'ї») — традиційна японська система професійного навчання в деяких галузях діяльності (бойові мистецтва, чайна церемонія, ікебана, ґо, сьоґі, танець). Система іемото розвивалася і процвітала протягом двох з половиною століть, до середини XIX століття. Після реставрацій Мейдзі феодальна кланова система Японії була зруйнована, і система іемото стала анахронізмом. Початок прозахідної модернізації спричинив занепад і зникнення багатьох шкіл. Проте, донині система іемото продовжує, хоч і в дуже модернізованому вигляді, існувати в деяких традиційних галузях японського мистецтва і культури, наприклад, у чайній церемонії і традиційному танці. Навчання ведеться в межах школи, на чолі якої стоїть майстер, офіційно визнаний найвищим професійним і духовним авторитетом. Главу такої школи також називають іемото.

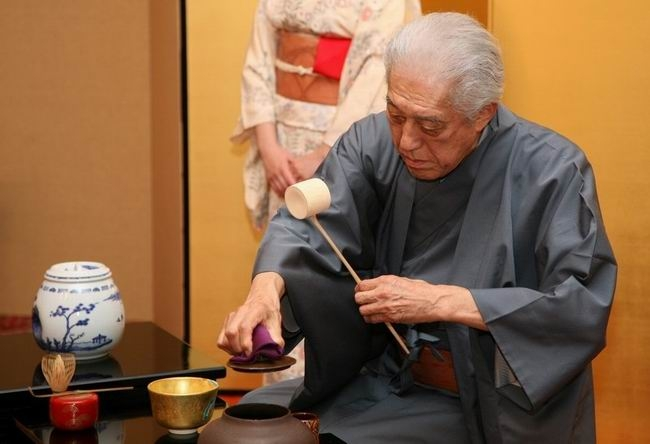
Сен Сошіцу XV, 15-й іемото школи Урасенке

Система іемото стала синтезом традиційної для середньовіччя цехової організації і конфуціанських духовних принципів. Історично багато шкіл формувалися на основі сімейних кланів, які традиційно зберігають певні професійні секрети[джерело?]. Так, школи бойових мистецтв вийшли з самурайських кланів, всередині яких культивувалися власні секретні техніки бою певною зброєю. З часом система шкіл стала традиційною не тільки в бойових мистецтвах, а й в інших галузях, де потрібне тривале і ретельне професійне навчання.
Школа являла собою клан або «сім'ю», де професійна майстерність передавалося від старших до молодших, а відносини всередині школи були подобою внутрішньосімейних: незаперечний авторитет глави сім'ї, беззаперечне підпорядкування молодших старшим. На чолі школи стояв майстер, який володіє майстерністю, що викладається, на найвищому рівні, знає всі професійні секрети й іменувався іемото. Він навчав учнів і видавав свідоцтва, що підтверджують професійну кваліфікацію «випускників», таким чином, своїм авторитетом гарантуючи вміння і здібності учнів. За високої популярності майстерності, що викладається, число потенційних учнів значно перевищувало можливості майстра, тому навчанням від імені школи займалися підготовлені школою майстри, які отримали від іемото ліцензію на викладання. При цьому сертифікат, що підтверджує професійну майстерність учня, мав право видавати тільки сам іемото, що перешкоджало дробленню шкіл. У розвиненій системі іемото «ліцензійні платежі» ставали основним джерелом доходу глави школи.
Іемото розподіляє професійні імена (яп. 名取, наторі)名取 наторі) учням, які досягли високої майстерності.
Пост глави школи переходив у спадок. Як правило, іемото вибирав свого спадкоємця з числа найближчих до нього учнів, і цей учень займав пост глави школи, коли іемото відходив від справ або вмирав.
У сімейних школах навчання починалося з малолітства. Людина, що народилася в сім'ї, не мала альтернатив, крім навчання сімейній майстерності. В інших випадках учень приходив до школи «ззовні», зазвичай за рекомендацією одного зі старших учнів, впливових людей, близьких знайомих іемото. У багатьох школах до походження учня ставилися особливі вимоги. При вступі з учнем та/або його поручителями обумовлювалися умови навчання, встановлювався розмір плати. Учень мав зобов'язатися підкорятися правилам школи. Відповідно до принципів поваги до старших і беззаперечного підпорядкування їм учень, вступаючи в школу, тим самим визнавав безумовне право іемото і старших учнів керувати не тільки його навчанням, але і його життям.